# 16817 Onderlička
16817 Onderlička là một tiểu hành tinh vành đai chính với chu kỳ quỹ đạo là 1383.8152201 ngày (3.79 năm).
Nó được phát hiện ngày 30 tháng 10 năm 1997.